# Jason Gore
Jason William Gore (Van Nuys, 17 mei 1974) is een Amerikaanse golfprofessional. Hij debuteerde in 1998 op de NIKE Tour, de latere Web.com Tour.

## Loopbaan
Gore werd geboren in Van Nuys, Californië en studeerde later op de Universiteit van Arizona. Hij ging ook naar de Pepperdine-universiteit. Tijdens zijn schooljaren op de Pepperdine was hij als golfer lid van de NCAA Division I Championship, in 1997. Hij speelde in 1997 voor zijn land op de Walker Cup die hij samen met het Amerikaanse team won.
In 1997 werd Gore een golfprofessional. In 1998 maakte hij zijn debuut op de NIKE Tour (later gekend als de Buy.com/Nationwide/Web.com Tour). In 2000 behaalde hij op de Buy.com zijn eerste profzege door de BUY.COM New Mexico Classic te winnen. In 2001 maakte hij zijn debuut op de Amerikaanse PGA Tour en speelde een volledige golfseizoen. Hij boekte geen successen waardoor hij in 2002 opnieuw terug golfde op de BUY.com Tour. In 2002 voegde hij twee zeges van de Buy.com Tour op zijn erelijst.
In 2005 behaalde Gore grote successen door één golftoernooi op de PGA Tour en drie golftoernooien van de Nationwide Tour te winnen. Van 2006 tot 2009 golfde hij jaarlijks meer dan 20 golftoernooien op de PGA Tour. Van 2010 tot op het heden golft hij meestal op de Web.com Tour om een speelkaart voor de PGA Tour te kunnen bemachtigen.

## Prestaties

### Amateur
- 1996: Sahalee Players Championship
- 1997: Pacific Coast Amateur, California State Amateur

### Golfprofessional
PGA Tour
| Nr. | Datum             | Toernooi          | Score           | Score | Info |
| --- | ----------------- | ----------------- | --------------- | ----- | ---- |
| 1   | 18 september 2005 | 84 Lumber Classic | 65-72-67-70=274 | –14   |      |

Web.com Tour
- 2000: BUY.COM New Mexico Classic
- 2002: Oregon Classic, Albertsons Boise Open
- 2005: National Mining Association Pete Dye Classic, Scholarship America Showdown, Cox Classic
- 2010: Miccosukee Championship

Overige
- 1997: California State Open (als een amateur)
- 2004: California State Open
- 2008: Straight Down Fall Classic (met Kevin Marsh)
- 2013: Straight Down Fall Classic (met Kevin Marsh)

## Teamcompetities
Amateur
- Walker Cup ( USA): 1997 (winnaars)

## Prijzen
- Nationwide Tour Player of the Year (2005)